# Tullingeåsen

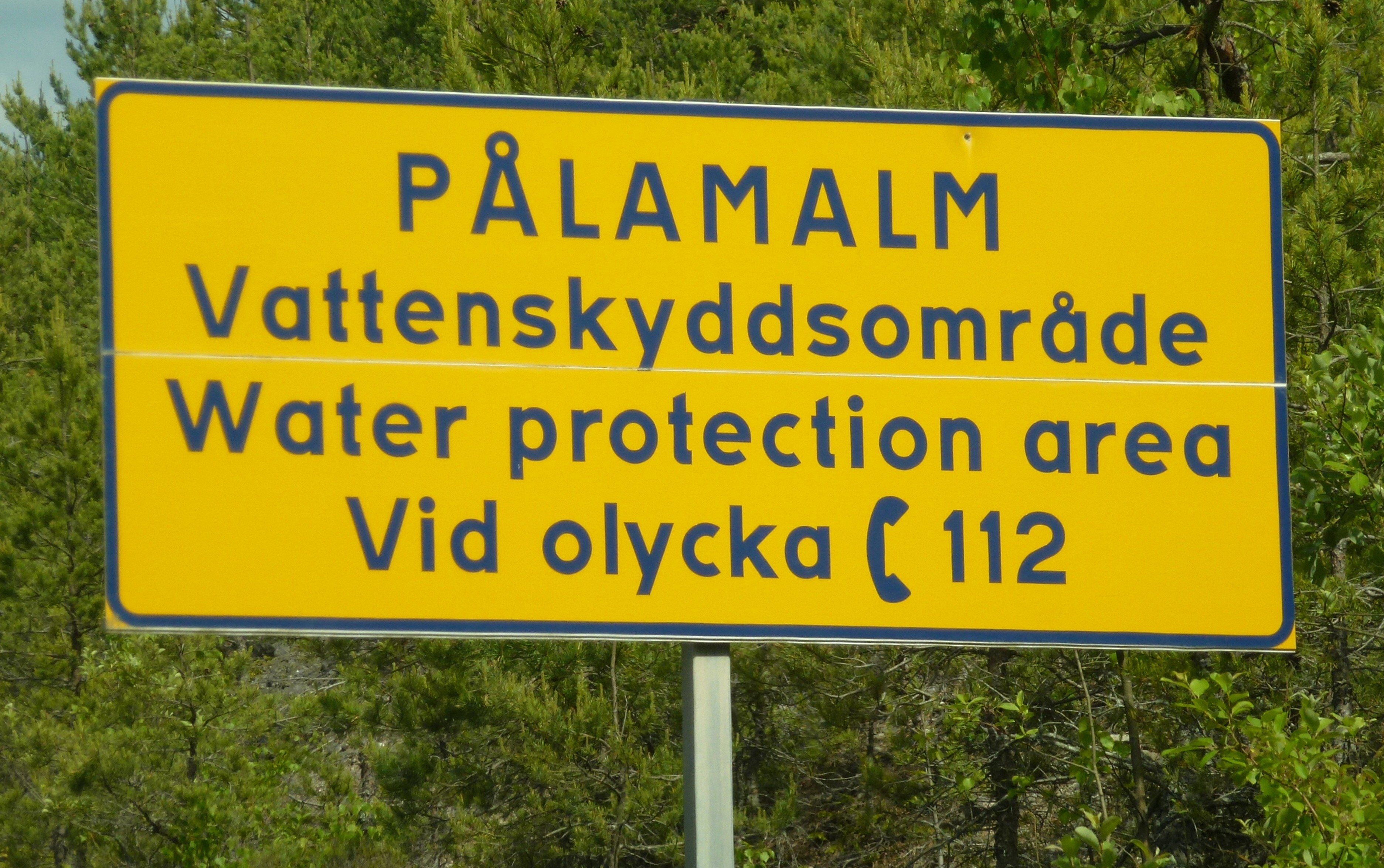
Pålamalm vattenskyddsområde.

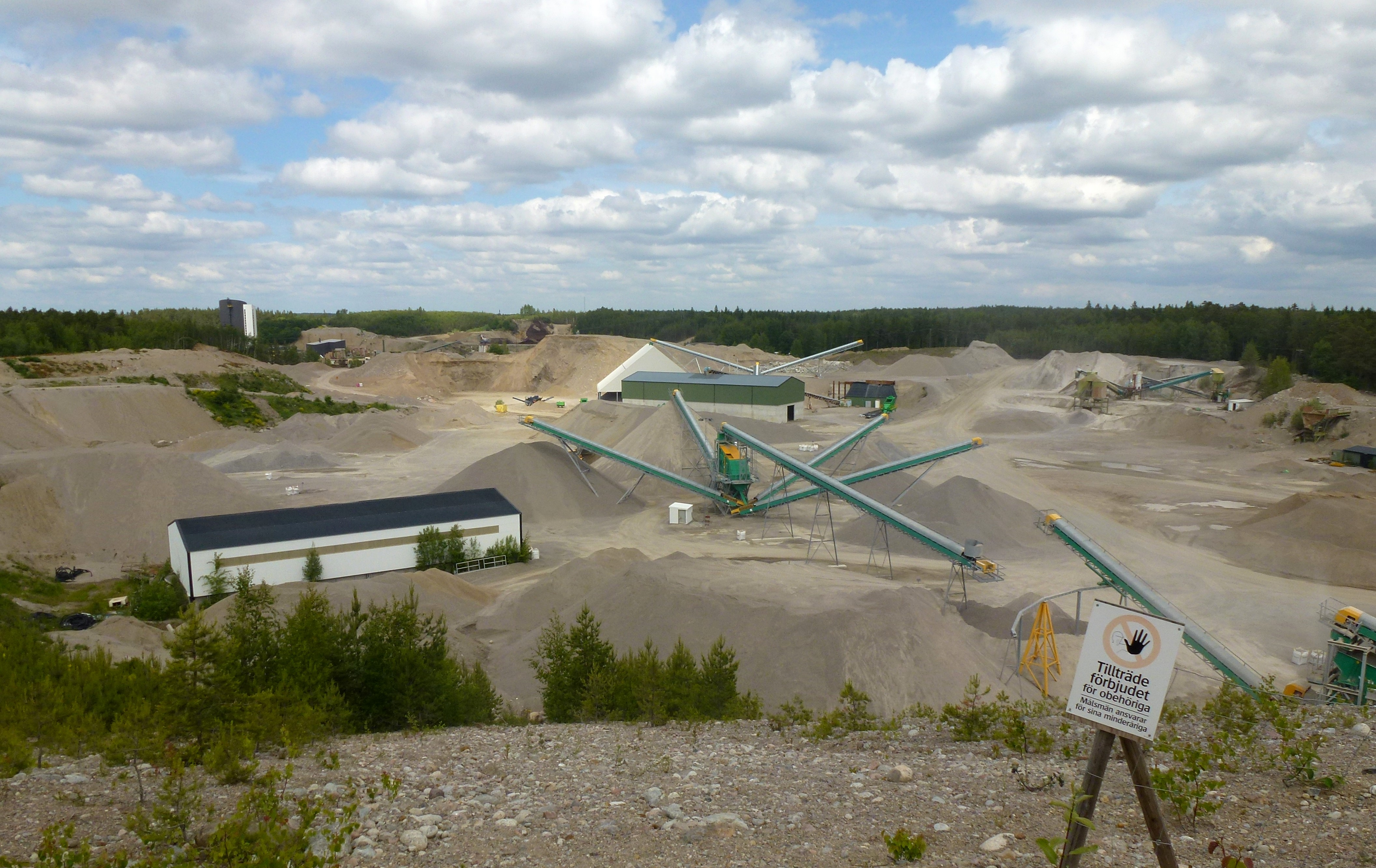
Jehanders Rikstenanläggningen i Tullingeåsen.

Tullingeåsen (även kallad Tullingestråket) är en rullstensås på Södertörn i Södermanland och utgör en del av Uppsalaåsen.
Tullingestråket är resterna av en isälv med sedimentavlagringar som sträcker sig från Malmvik på Lovön i Ekerö kommun till Tullingeåsens grustag vid Pålamalms naturreservat i Botkyrka kommun och avslutas vid Sorunda (Sorundaåsen) i Nynäshamns kommun. Delar av stråket ligger under Mälaren eller utgör de långsträckta sjöarna Albysjön och Tullingesjön. 

## Vattentäkt
Tullingestråket, är ett viktigt grundvattenmagasin för Ekerös, Botkyrkas, Huddinges, Haninges och Nynäshamns kommuner. För att skydda vattenmagasinen finns fyra vattenskyddsområden: Pålamalm vattenskyddsområde (fastställdes 1968), Gorran vattenskyddsområde (fastställdes 1970), Grödby vattenskyddsområde (fastställdes 1970) och Tullinge vattenskyddsområde (fastställdes 2003).

## Grustäkt
Tullingeåsen nyttjas sedan 1945 även som grustäkt och ägs sedan 1968 av Jehanders i anläggningen Riksten nära Tullinge. Rikstenanläggningen är idag den största berg- och grustäkten i Stockholmsregionen och dessutom en av de större i Sverige. År 2008 fick berg- och grustäkten förnyat tillstånd att fram till år 2028 bryta 18 miljoner ton grus och krossat berg. Rikstensanläggningens verksamhet ligger inom såväl yttre och inre skyddsområden för två vattentäkter, dessutom finns det ett fritidsområde och ett naturreservat i närheten. Inom ramen för moderniseringen investerar företaget drygt 100 miljoner kronor.[källa behövs] På anläggningen arbetar runt 30 personer och dagligen anländer i snitt cirka 250 lastbilar för att hämta material.